# Louis II (roi de Bavière)
Pour les articles homonymes, voir Louis II et Louis II de Bavière.
Louis II de Bavière (en allemand Ludwig II.), né Louis Othon Frédéric Guillaume de Wittelsbach (Ludwig Otto Friedrich Wilhelm von Wittelsbach) le 25 août 1845 à Munich et mort le 13 juin 1886 dans le lac de Starnberg, est le quatrième roi de Bavière, régnant de 1864 à 1886. Il est également comte palatin, duc en Bavière et duc de Franconie et de Souabe.
Fils aîné de Maximilien II de Bavière et de son épouse Marie de Hohenzollern, il est un personnage excentrique dont l'héritage est étroitement lié à l'histoire de l'art et de l'architecture. Il commande notamment la construction de plusieurs châteaux et palais d’envergure, dont le plus célèbre est celui de Neuschwanstein ; il est également le mécène du compositeur Richard Wagner.
Bien qu'il ait pris ses distances avec le clergé, il a de la royauté une vision exaltée, liée à la représentation divine de ses origines culturelles germaniques. Il prend comme modèle Parsifal, héros du cycle de la Table ronde, devenu le gardien du Graal en raison de la pureté de son âme. Toutefois, juridiquement, Louis II est un monarque constitutionnel, disposant certes de droits mais principalement soumis à toute une série d'obligations et de devoirs. Il se réfugie dans un environnement visuel et acoustique qu'il se crée.
À partir de 1871, lorsque la Bavière devint vassale de la Prusse, Louis II de Bavière affecte l'essentiel des finances bavaroises, puis sa fortune personnelle à ses projets dispendieux, ce qui le fait tomber en disgrâce auprès du chancelier allemand Otto von Bismarck. Alors que ses ministres cherchent à l’écarter, il est déclaré fou et meurt au lendemain de son internement au château de Berg.

## Biographie

Arbre généalogique simplifié de.

### Naissance et jeunesse

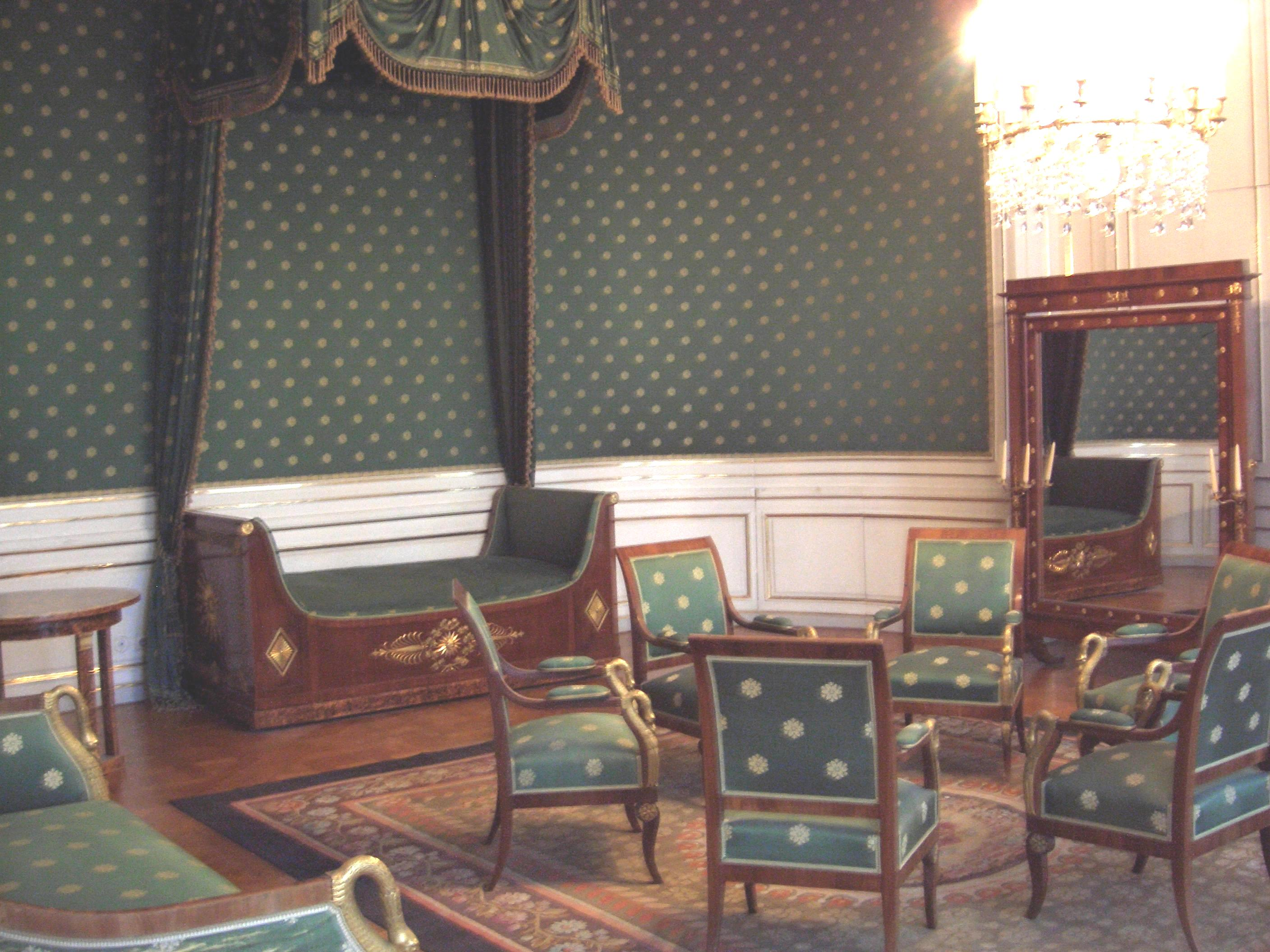
Chambre natale de.

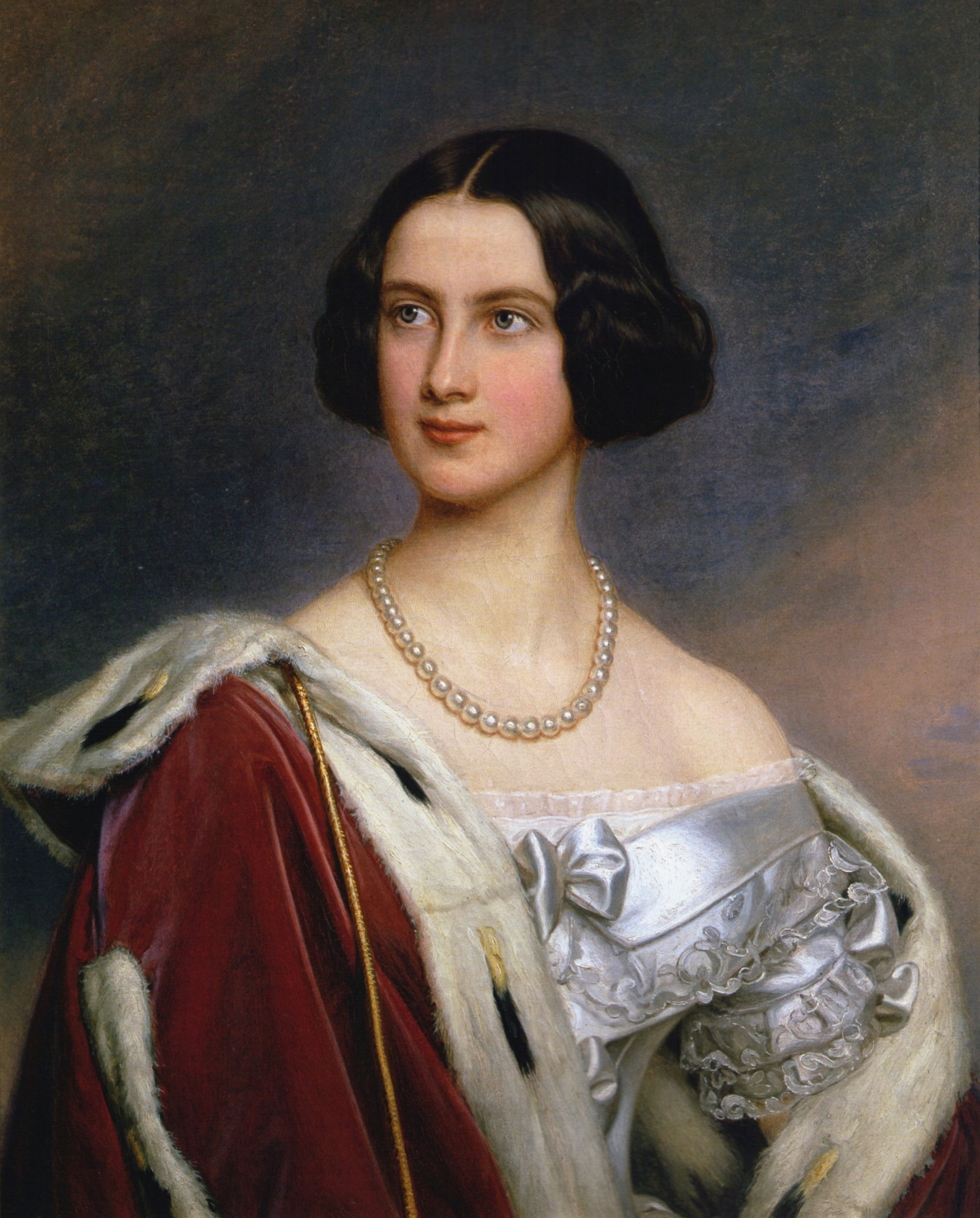
La reine Marie (ici par Joseph Karl Stieler).

Louis II de Bavière naît le 25 août 1845 au château de Nymphenburg, près de Munich. Il est d'abord appelé Othon Louis Frédéric Guillaume, mais ses deux premiers prénoms sont inversés le 8 septembre 1845, sous la pression de son grand-père Louis Ier de Bavière.
Il est le fils du roi Maximilien II de Bavière (1811-1864), à qui il succède, et de Marie de Hohenzollern, princesse de Prusse (1825-1889).
Son anniversaire, ainsi que celui de son grand-père Louis Ier né le même jour, coïncide avec la fête Saint Louis, tenue en l'honneur du roi de France Louis IX. Le parrain de Louis Ier est Louis XVI, le dernier souverain français de l'Ancien Régime. Cette proximité avec la dynastie française, qui incarne à partir d'Henri IV la monarchie absolue, est pour Louis II d'une importance primordiale.
Deux événements marquent les premières années de Louis II. En avril 1846, quand il a huit mois, sa nourrice meurt de la fièvre typhoïde. Ce sevrage brutal est considéré comme un choc psychologique sérieux par des spécialistes[Qui ?]. Le 11 mars 1848, son grand-père est obligé d'abdiquer à la suite de la révélation de la liaison avec l'actrice Lola Montez, en faveur de son fils Maximilien II.
Maximilien rétablit le calme en Bavière. Il encourage les arts et les sciences, se prononce contre le travail des enfants, fonde des institutions de charité et prend des mesures en faveur de l'emploi, voulant donner à la Bavière un rôle de premier plan face à la Prusse et l'Autriche. Tandis que Maximilien, prince intellectuel qui aurait aimé être professeur d'université, est un homme de bibliothèque, son épouse Marie a la passion de l'alpinisme.
Louis, devenu prince héritier, suit alors une éducation très chargée pour son âge : « Lever à 5 h l’été, à 6 h l’hiver, petit déjeuner rapide et frugal, puis des heures d’étude à peine ponctuées d’une ou deux heures de détente. Ajoutons à l’instruction théorique et universelle, la discipline physique, comme la danse, l’escrime, le maniement des armes, l’équitation, la natation… et la discipline artistique, comme le dessin, la musique… Tous ces savoirs ennuieront pour la plupart le jeune prince, sauf la littérature, l’histoire, les sciences naturelles, l’histoire religieuse et l’enseignement de la langue française, qu’il possédera plus tard à la perfection. Tout cet enseignement ne laisse donc que peu de place aux contacts humains, en particulier aux rapports filiaux. »
Sa mère note que Louis apprécie faire du théâtre, de la peinture, se costumer et offrir des cadeaux (argent ou objets). Ces traits de caractère seront présents chez lui durant toute sa vie.
Louis est incompris par ses parents, à cause de son caractère fantasque, solitaire et très sensible : son père évite de lui parler et sa mère se moque de ses « envolées », ce qui le blesse cruellement, malgré leur goût commun pour l'alpinisme. Elle lui préfère son frère Otto, « plus ouvert, plus souriant, plus épanoui » et moins difficile à éduquer. Louis se replie donc sur lui-même et développe de la crainte et de l'ennui à l'égard de ses parents.

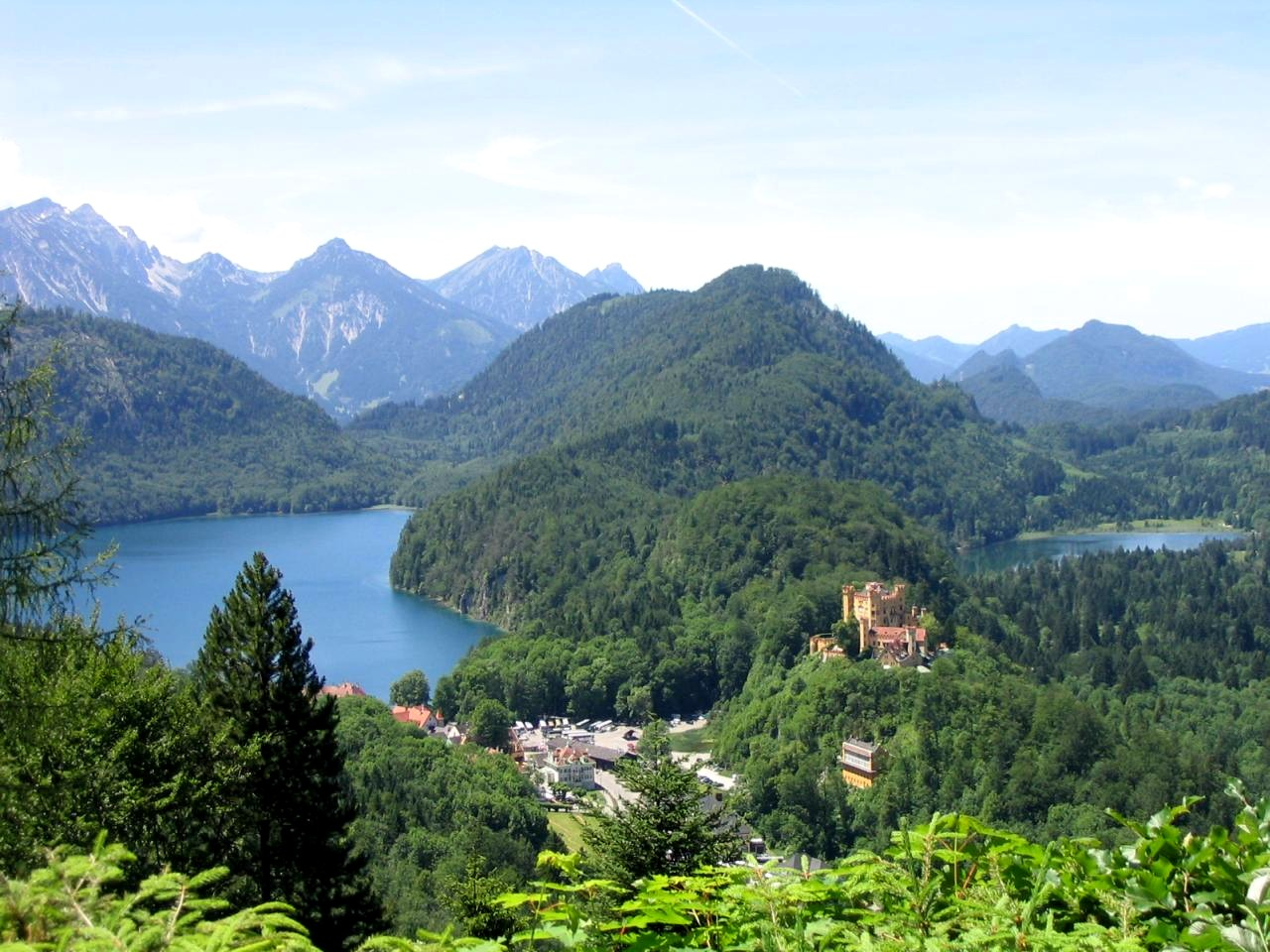
Château de Hohenschwangau dans son cadre.

Le château de Hohenschwangau, où Louis passe l'essentiel de son enfance, influence beaucoup son existence future. Le château, où le cygne est omniprésent, est lié aux légendes germaniques de Lohengrin et de Tannhäuser. Ses fresques, peintes par Moritz von Schwind, illustrent d'autres légendes comme la quête du Graal, le Venusberg, le mariage d'Elsa de Brabant et le combat de Telramund. Le Minnesanger de la Wartbourg y aurait séjourné. Il appelle le château « le Paradis de son enfance »[réf. obsolète] et écrit dans une lettre à Wagner qu'il était « profané tous les ans par la prose de sa mère ».
En 1857, le prince héritier, âgé de douze ans, lit pour la première fois un ouvrage de Richard Wagner, L'Œuvre d'Art de l'Avenir. Le 18 février 1858 a lieu la première représentation de Lohengrin à Munich, mais il n'est pas permis à Louis d'y assister. Le 3 juin de la même année, Louis commence son journal intime[source insuffisante].
Pour la première fois, en 1846[Quoi ?], Louis visite avec son père la « maisonnette royale » dans la vallée du Graswang, où Louis construira par la suite le château de Linderhof. En septembre[Quand ?], il lit un autre ouvrage de Wagner, La Musique de l'Avenir. Le 2 février 1861, il assiste pour la première fois à un de ses opéras, Lohengrin et le 22 décembre à un autre, Tannhäuser. Lors de cette seconde représentation, son agitation fut telle que certains crurent à une crise d'épilepsie du jeune prince.
Il passe son diplôme de fin d'études en automne 1862. Le 25 août de la même année, son père le fait chevalier de l'ordre de Saint-Hubert. Louis va souvent au théâtre et adopte une coiffure frisée. À la fin de l'année, il commence à suivre quelques cours universitaires de français, de philosophie, de science militaire et de physique-chimie. En 1863, Louis rencontre pour la première fois le chancelier de Prusse Otto von Bismarck, au château de Nymphenburg[source insuffisante].

### Une marche réticente vers l'unité allemande

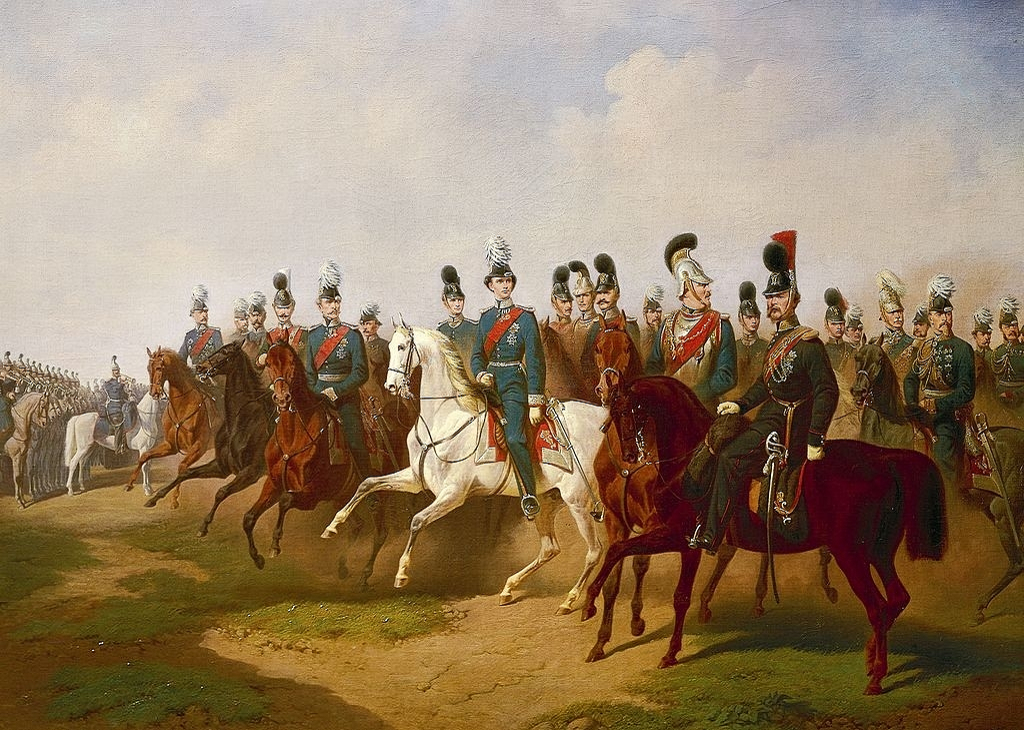
Parade militaire en présence du roi Louis II. Gravure d'Adrian Ludwig Richter, 1864.

Dès le début de son règne, Louis doit faire face aux manœuvres d'Otto von Bismarck qui ambitionne de rendre la Prusse maîtresse du monde germanique. Le ministre-président Ludwig von der Pfordten place la Bavière aux côtés de l'Autriche : la maison de Wittelsbach et celle de Habsbourg-Lorraine sont liées par leur religion commune, le catholicisme, et par leurs attaches familiales. La guerre austro-prussienne de 1866 se conclut par l'écrasement de l'armée autrichienne à la bataille de Sadowa et de ses alliés bavarois à Uettingen.
Cette guerre marque la fin de la Confédération germanique : la Bavière, comme les autres États d'Allemagne du Sud, doit signer un traité de défense mutuelle avec la Prusse. Louis II reste très attaché à sa souveraineté mais le ministre-président Clovis de Hohenlohe-Schillingsfürst est favorable au programme de « petite Allemagne » regroupant l'ensemble des pays allemands sauf l'Autriche. La majorité parlementaire, menée par le Parti progressiste, tend aussi vers le rapprochement avec la Prusse. Un projet de « Confédération de l'Allemagne du Sud » associée à la Confédération de l'Allemagne du Nord n'aboutit pas car le Grand-Duché de Bade et le royaume de Wurtemberg craignent un système où ils seraient subordonnés à la Bavière sans en tirer d'avantage effectif.
Lorsque éclate la guerre franco-allemande en juillet 1870, Louis, en application du traité d'alliance, signe l'ordre de mobilisation de l'armée bavaroise dès le lendemain de la déclaration de guerre par Napoléon III. Bien que membre de la coalition allemande, des raisons diplomatiques et psychologiques empêchent le roi de rejoindre le quartier général des princes qui, réunis au château de Versailles en novembre 1871, décident d'offrir la couronne de l'Empire allemand à Guillaume Ier de Prusse. Louis II, protocolairement le premier des princes allemands après le roi de Prusse, est ainsi le premier à souscrire à la lettre impériale (Kaiserbrief) du 30 novembre 1870, dictée par Bismarck, qui permet le couronnement du nouvel empereur le 18 janvier 1871. Louis est le seul souverain allemand absent de la cérémonie du couronnement dans la galerie des Glaces de Versailles le 18 janvier 1871 : il y délègue son frère Othon, qui lui décrira la froideur et la vacuité de la cérémonie[réf. nécessaire]. Le consentement de Louis a peut-être été facilité par le versement d'une pension annuelle de 300 000 marks-or ajoutés à sa liste civile, prélevés sur les fonds hanovriens sous séquestre prussien : le total des versements atteignait 4 millions de marks à la mort du roi. Certains auteurs évoquent aussi l'influence de son ami d'enfance et peut-être amant Maximilian von Holnstein, partisan de l'alliance prussienne[réf. nécessaire]. De toute façon, le rapport de forces stratégique et économique ne laissait guère de chances à une Bavière indépendante : son intégration au Reich, laissant au royaume un certain nombre de droits réservés, évitait le risque d'un nouveau conflit et d'une annexion brutale.

### Fiançailles rompues

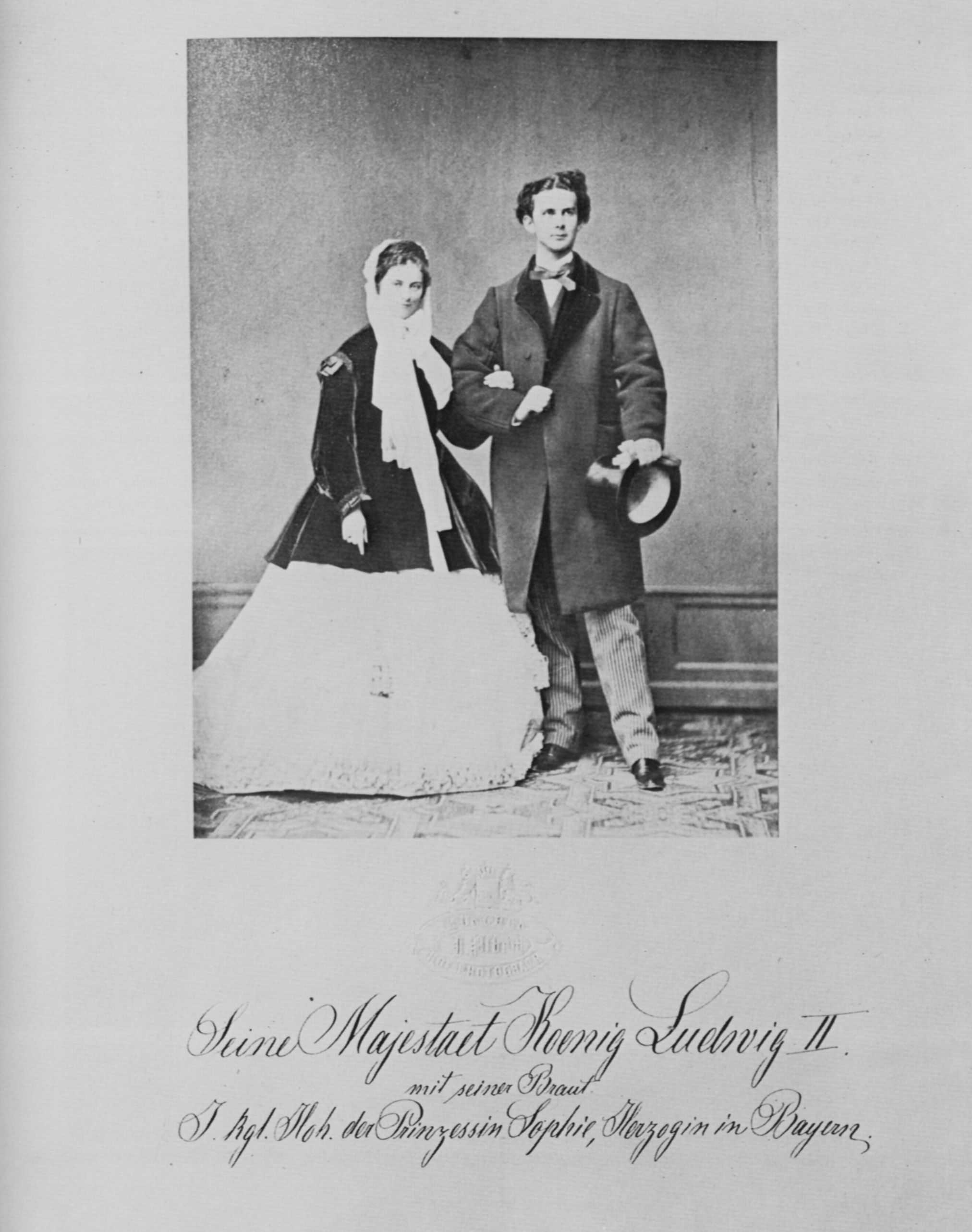
Photo officielle des fiançailles de Louis et Sophie (Joseph Albert).

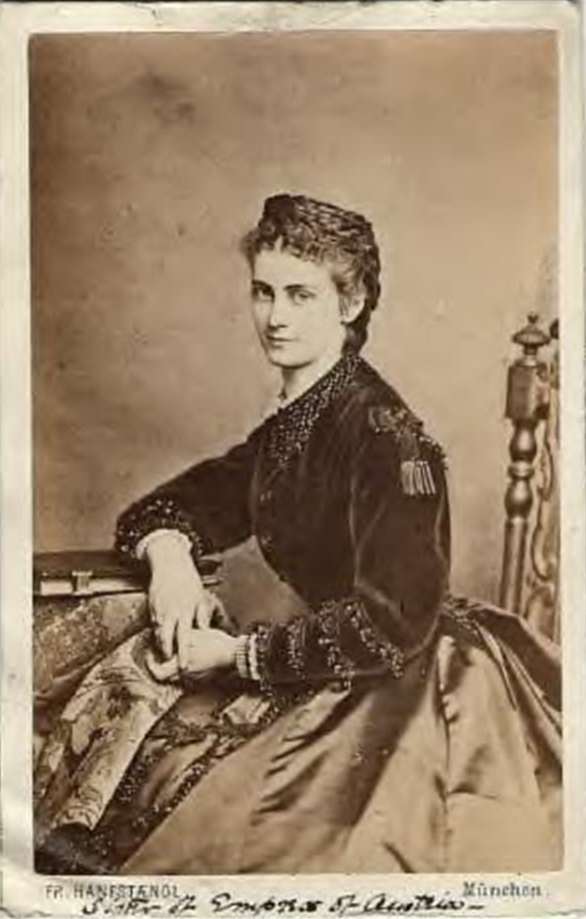
Sophie-Charlotte, duchesse en Bavière

En 1867, Louis se fiance avec la cousine germaine de son père, la duchesse Sophie-Charlotte en Bavière. Née en 1847, fille du duc Maximilien en Bavière et de la duchesse Ludovica de Bavière, la fille de l'arrière-grand-père de Louis Maximilien Ier, Sophie-Charlotte est également la sœur de Charles-Théodore en Bavière (un ami d'enfance de Louis), de l'ex-reine Marie des Deux-Siciles et de l'impératrice d'Autriche Élisabeth de Wittelsbach, dite « Sissi », dont il est un admirateur.
Le pape Pie IX leur accorde la dispense papale nécessaire à cause de leurs liens étroits de parenté. Les fiançailles sont officialisées le 22 janvier 1867, mais le mariage, d'abord fixé au 14 mars, est reporté à plusieurs reprises : d'abord au 25 août, ensuite au 12 octobre et enfin au 12 novembre 1867. Le roi appelle sa fiancée Elsa, du nom de l'héroïne de l'opéra Lohengrin de Richard Wagner, à qui il voue un véritable culte, ou bien Élisabeth, un personnage de Tannhaüser du même compositeur. Il se présente chez les parents de la jeune fille en pleine nuit pour lui faire une cour que Sophie Charlotte juge trop platonique : celle-ci lance un jour devant sa famille « Vous ne voyez donc pas qu'il ne m'aime pas ! ».
En octobre 1867, le duc Max exige que le mariage soit célébré avant la fin de l'année. Louis II, se déclarant offensé par l'attitude de son futur beau-père et sujet, en profite pour rompre ses fiançailles. Il écrit dans son journal : « Me suis débarrassé de Sophie (abgeschrieben). La sombre image s'efface. Je désirais ardemment la liberté ; j'ai soif de liberté ! Enfin, je revis, après ce cauchemar épouvantable. » Un peu plus tard : « Grâce à Dieu, le terrible événement ne s'est pas réalisé. » Cette attitude de Louis II vis-à-vis du mariage peut s'expliquer par son homosexualité.
Écartée de la cour par le scandale, Sophie-Charlotte se marie dès l'année suivante avec Ferdinand-Philippe-Marie d'Orléans, fils de Louis d'Orléans et petit-fils du roi des Français Louis-Philippe Ier. Elle meurt le 4 mai 1897 dans l'incendie du Bazar de la Charité à Paris.

### Une royauté sous tutelle

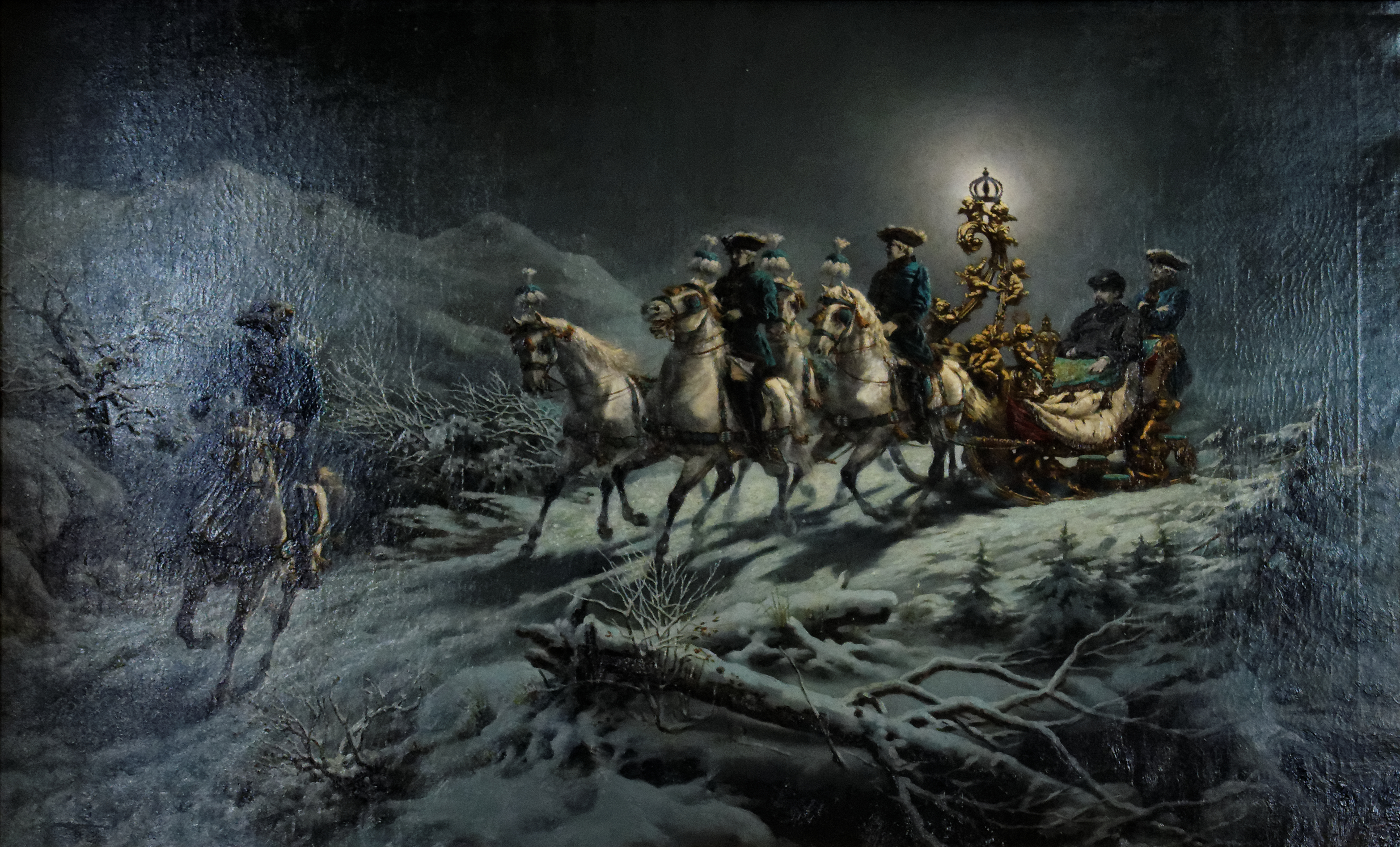
Promenade nocturne en traîneau de de Bavière. Toile de Richard Wenig, château de Nymphembourg

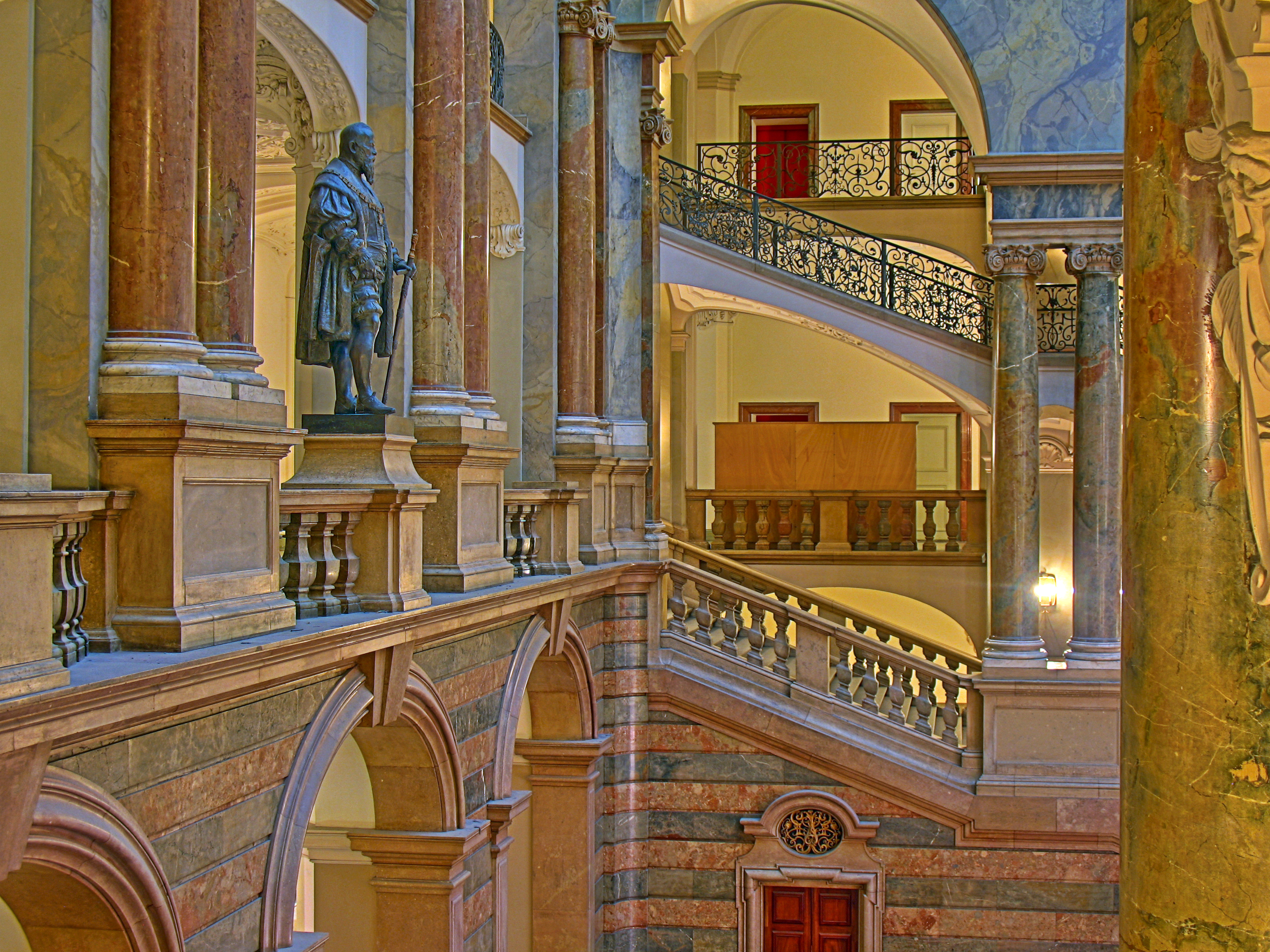
« Luitpold, le vieux prince régent, tuteur de deux royautés folles » (Guillaume Apollinaire). Statue au palais de justice de Munich, photographiée en 2008.

Le 10 mars 1864, le roi Maximilien II meurt en trois jours d'un érysipèle, et Louis II accède au trône à l'âge de 18 ans, bien accueilli par les Bavarois. Cependant, négligeant les devoirs de sa fonction (il parle de « fadaises d'État ») et culpabilisé par son homosexualité, il vit de plus en plus reclus, sans cesser d'enchaîner les projets de construction de châteaux, pavillons ou de chapelles. Confrontés aux dépenses exorbitantes du souverain, les gouvernements bavarois successifs, de plus en plus soutenus par la famille royale et la Prusse, cherchent alors à l'évincer du pouvoir.
En 1873, son frère est interné au château de Nymphembourg (puis au palais de Füstenried) à cause d'une maladie mentale. À partir de 1875, le roi vit la nuit, faisant souvent des promenades avec des chaises ou des traîneaux à la pointe de la technique, parfois vêtu de costumes historiques, tout comme les valets qui l'accompagnent. À la suite d'un coup d'État du gouvernement en 1886, il est déclaré fou et son oncle Luitpold de Bavière est nommé régent le 10 juin 1886.

### Mort

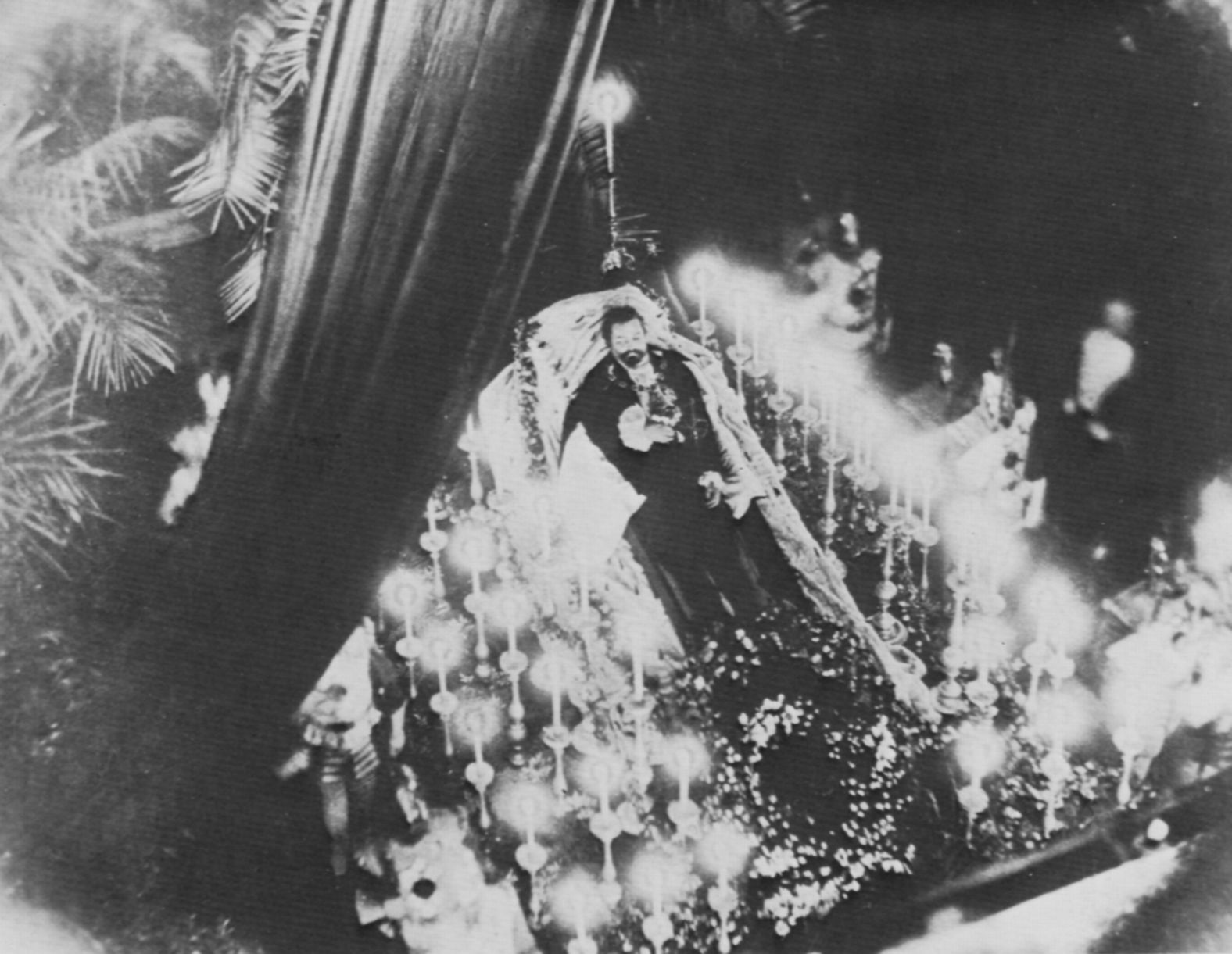
Exposition du corps de à Munich avant les funérailles.

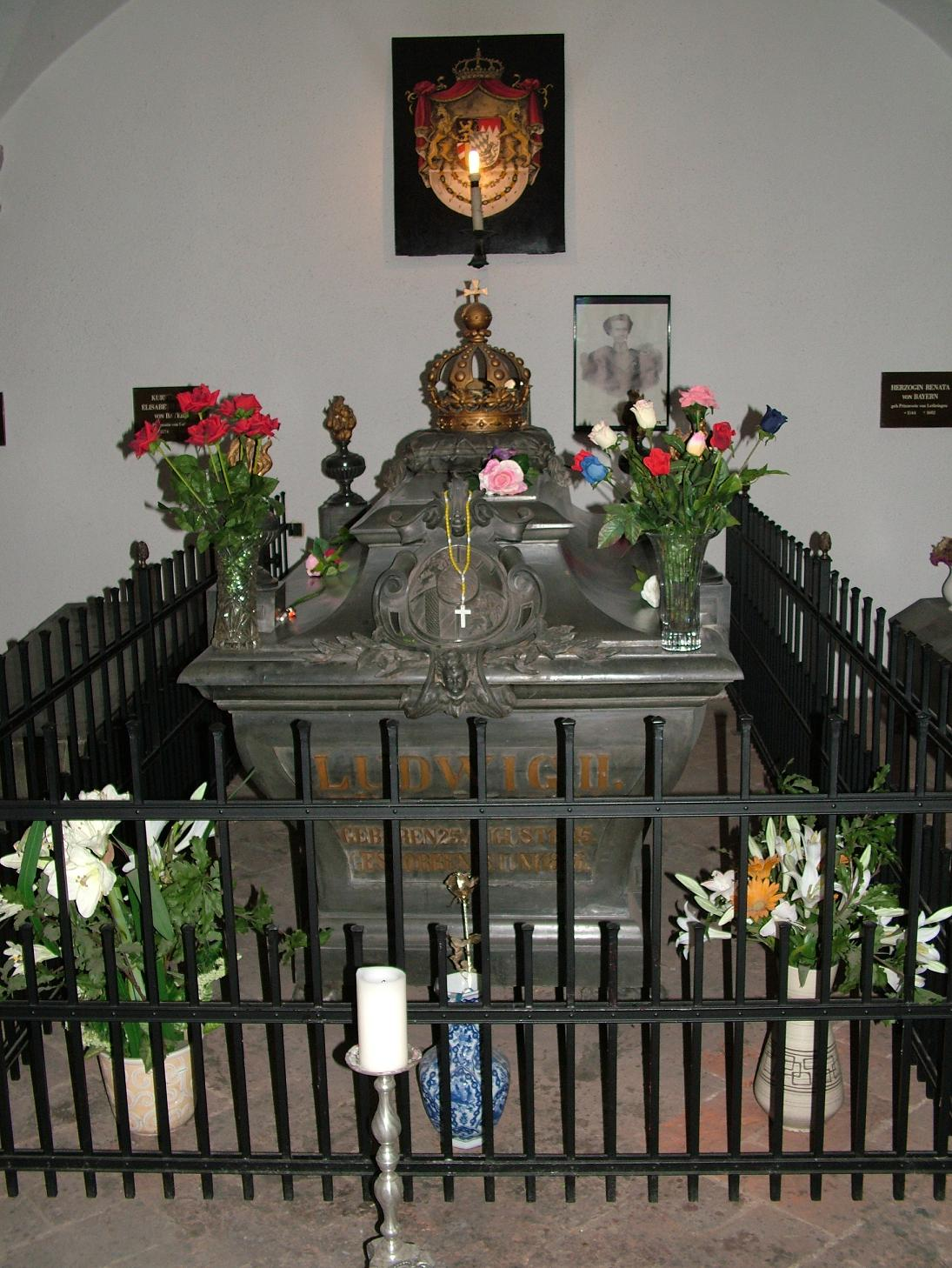
Tombeau de de Bavière.

Déclaré aliéné mental, Louis II est interné le 12 juin 1886 au château de Berg, au sud de Munich. Il y meurt le lendemain, au cours d'une promenade après dîner au bord du lac situé à l'orée de la forêt, dans le parc du château, en même temps que son psychiatre Bernhard von Gudden. Leurs corps sont retrouvés dans le lac de Starnberg, à proximité de la berge.
Les raisons de sa mort (tentative d'évasion, accident ou suicide ?) sont encore incertaines.
Selon l'autopsie pratiquée le 15 juin par les docteurs Rüdinger et Rückert devant un collège d'experts, le roi ne porte aucune plaie ni trace de coups, ce qui exclut l'assassinat ; ses poumons ne contenant pas d'eau, il n'est pas mort noyé mais probablement d'une hydrocution due à la température de l'eau et au repas du soir pris juste avant la promenade. En revanche, le Dr Müller, assistant de Bernhard von Gudden, écrit : « Le roi a eu une crise cardiaque ».[réf. nécessaire]
Les deux hommes se seraient battus. Le roi aurait noyé le médecin puis se serait dirigé vers le large.[réf. nécessaire]
Certains[Qui ?] ont imaginé que des catholiques avaient tenté de faire évader le roi pour instaurer un gouvernement de droite. Pour d'autres[Qui ?], il aurait tenté de s'enfuir pour rejoindre sa cousine Élisabeth, présente de l'autre côté du lac, à Feldafing. Selon les partisans de l'accident[Qui ?], Louis aurait tué Von Gudden et se serait précipité vers les eaux profondes dans un accès de folie. Mais le roi avait déjà manifesté son intention de se suicider, notamment lors de son arrestation à Neuschwanstein. Il comprend qu'il risque d'être interné à vie, comme son frère Othon devenu fou. Lors de la promenade, il se serait précipité vers le lac ; le médecin l'aurait retenu. Une brève lutte aurait eu lieu. Von Gudden serait mort noyé. Le roi aurait alors tenté de mettre son projet de fuite à exécution, et l'eau glaciale l'aurait terrassé.[réf. nécessaire]
Louis II fut enterré dans l'église Saint-Michel à Munich. Son cœur est prélevé pour être inhumé dans un monument situé dans la chapelle de la Grâce à Altötting.
Une cérémonie se tient chaque année, le 13 juin, dans la petite chapelle bâtie près de l'endroit où son corps fut retrouvé.
Son successeur officiel est son frère Othon Ier de Bavière, déclaré fou et interné depuis quatorze ans dans un palais de Munich, mais c'est leur oncle Léopold de Wittelsbach qui assure la régence à partir du 10 juin 1886.

## Personnalité

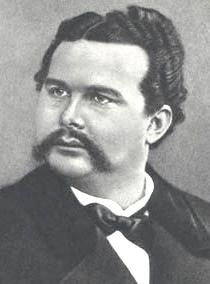
Le roi en 1886 (photo de Joseph Albert).

### Homosexualité
Tout au long de sa vie, Louis II a une succession d'amitiés étroites avec des hommes. Dès l'âge de 13 ans, il commence à tenir un journal dans lequel il enregistre, entre autres, ses tentatives pour réprimer ses désirs sexuels et rester fidèle à sa foi catholique. Ce journal ainsi que des lettres et des documents personnels montrent clairement sa lutte continuelle contre son homosexualité. Figurent parmi ses amants, son officier d'ordonnance, le prince Paul de Tour et Taxis, le ténor Albert Niemann, les comédiens Emil Rohde, Josef Kainz, le baron Lambert de Varicourt et surtout son écuyer Richard Hornig. Le comte von Holnstein, de dix ans son aîné, semble avoir joué un rôle trouble dans sa vie ; c'est lui qui lui fait signer la Kaiserbrief, et il joue un rôle certain dans sa déposition.

### «Folie» et incapacité à régner
À l'instigation du gouvernement, une commission d'experts psychiatres composée des médecins Bernhard von Gudden, Friedrich Wilhelm Hagen, Hubert von Grashey et Max Hubrich, rédige le 8 juin 1886 un rapport, basé sur des témoignages et sans examen personnel du patient, qui déclare Louis II incapable de régner et incurable. Le médecin personnel du roi, Max Joseph Schleiß von Löwenfeld, n'a pas été consulté.[réf. souhaitée]
Avant même la rédaction de l'expertise, von Gudden est convaincu[réf. nécessaire] que le roi souffre d'« originäre Verrücktheit » (« folie originaire ») et son document se lit comme un réquisitoire où il s'agit de prouver une vérité formulée a priori. Il reprend donc un par un les différents signes censés définir la paranoïa. Il rappelle l'hérédité chargée du patient, surtout du côté maternel, ce qui lui permet de citer de nombreux cas de folie chez les Hohenzollern. Il décrit ensuite la personnalité pré-morbide du roi, relevant une série de symptômes qui tiennent plutôt des stigmates psychiques de ce que l’on entendait à l’époque par dégénérescence : nature craintive et émotive, troubles de l'humeur passagers, brutalités, accès d'angoisse et crainte d'autrui, repli sur soi et troubles de la motricité. Bien qu'il décrive des hallucinations, il ne les tient pas pour indispensables au diagnostic. Le délire de grandeur prendrait naissance dans le caractère même du patient, dans son imagination débordante. Accessoirement, interviennent les mécanismes de l'illusion et aussi les hallucinations. C'est parce que les intérêts du patient sont entravés que naissent les idées de persécution et l'on aboutit finalement au tableau du persécuteur persécuté avec le cortège des sévices infligés aux domestiques et aux dignitaires.
Les troubles fonctionnels et somatiques viennent compléter le tableau : obésité, hypocondrie, céphalées, insomnies, mauvaise dentition et troubles des conduites alimentaires avec alcoolisme.
Mais c'est l'évolution de la paranoïa qui pose quelques problèmes aux experts. Les traités insistent en général sur la fixité de la maladie, admettant tout au plus un léger déclin des facultés intellectuelles, mais en aucun cas la démence. Or, selon la Constitution bavaroise, la déposition du roi demande justement une évolution inéluctable vers l'affaiblissement mental, ce que Von Gudden prévoit effectivement dans sa conclusion.
Le rapport est truffé de maladresses, de libertés déontologiques et d'incohérences méthodologiques[réf. nécessaire]. Mais il convient parfaitement, dans ses trois conclusions, au gouvernement du royaume qui désire mettre fin au règne de Louis II :
« 1. Sa Majesté souffre de façon très avancée de troubles mentaux ; le roi est en effet atteint de cette forme de maladie mentale que les aliénistes connaissent bien de par leur expérience sous le nom de paranoïa (Verrücktheit) ; 

2. Cette forme de maladie, avec son développement insidieux et progressif et sa très longue durée, s'étendant déjà sur un nombre considérable d'années, nous amène à déclarer Sa Majesté incurable et à prévoir avec certitude une nouvelle détérioration des capacités mentales ; 

3. La maladie ayant complètement détruit le libre arbitre de Sa Majesté, nous devons la considérer comme incapable d'assumer les fonctions souveraines et cette incapacité ne durera pas seulement plus d'une année,
mais tout le restant de sa vie.  »
Le 9 juin 1886, Louis II est frappé d'incapacité par le gouvernement. Dans la nuit du 10 juin, une commission se rend au château de Neuschwanstein pour l'arrêter. Son médecin personnel, Max Joseph Schleiss de Lowenfeld, qui connaît le roi depuis son enfance, envoie un démenti dans un télégramme à l'Allgemeine Zeitung précisant que l'existence de graves souffrances empêchant l'exercice du gouvernement de façon permanente n'est pas du tout avérée.
Le rapport rédigé par von Gudden et signé par les quatre membres de la commission est mis en doute par un certain nombre de médecins dès sa publication.
La critique la plus sérieuse est émise, en 2008, par le Pr Heinz Häfner, de l'Institut central de santé mentale de Mannheim, dans son ouvrage Ein König wird beseitigt: Ludwig II. von Bayern (« Un roi est éliminé : Louis II de Bavière »). Häfner envisage les faits d'un point de vue moderne, prenant en compte les capacités et les réalisations exceptionnelles du roi. Pour échapper à ses conflits intérieurs, Louis II a développé une sorte d'addiction semblable à celle d'un joueur. À la fin de sa vie, toutes ses actions n'ont pour but que de lever de nouveaux fonds. Depuis l'enfance, il souffrait d'une phobie sociale, qui au fil des ans sous l'influence de la culpabilité et de la honte, s'est considérablement aggravée en raison de son amour pour les hommes et qui le conduit de plus en plus à se retirer de la société et de la politique.
D'après deux psychiatres, Louis II aurait pu avoir une forme d'autisme. Son mode d'existence était perturbé par une altération du réel et un délire mêlant sentiment de persécution et désir de grandeur[réf. nécessaire]. Son enfance est solitaire et marquée par une passion pour le monde symbolique des légendes allemandes. Dès les premières années de son règne, Louis II se désintéresse de la politique et méprise profondément Munich et les Munichois. Au fur et à mesure que les années passent, il s'isole de plus en plus dans les décors qu'il a voulu, ses châteaux, le jardin d'hiver de la résidence de Munich, les grottes et divers pavillons de Linderhof ou Schachen. Il crée son propre monde dans lequel il peut s'imaginer être Lohengrin, Tannhäuser, Louis XIV, sultan, émir, cheik ou commandeur des croyants. Jacques Bainville écrit : « Il conçut la vie comme un spectacle dont il prétendit régler les détails à son gré, devant en être l'unique spectateur. »

## Rapports aux arts
Louis II de Bavière fait partie des romantiques tardifs : il adhère au romantisme allemand, qui après un essor au XIXe siècle, connaît néanmoins un déclin après le Printemps des peuples de 1848.
Le poète français Paul Verlaine le considère comme le « seul vrai roi de ce siècle ».
En 1877, il nomme le compositeur Josef Rheinberger maître de chapelle.

### Richard Wagner

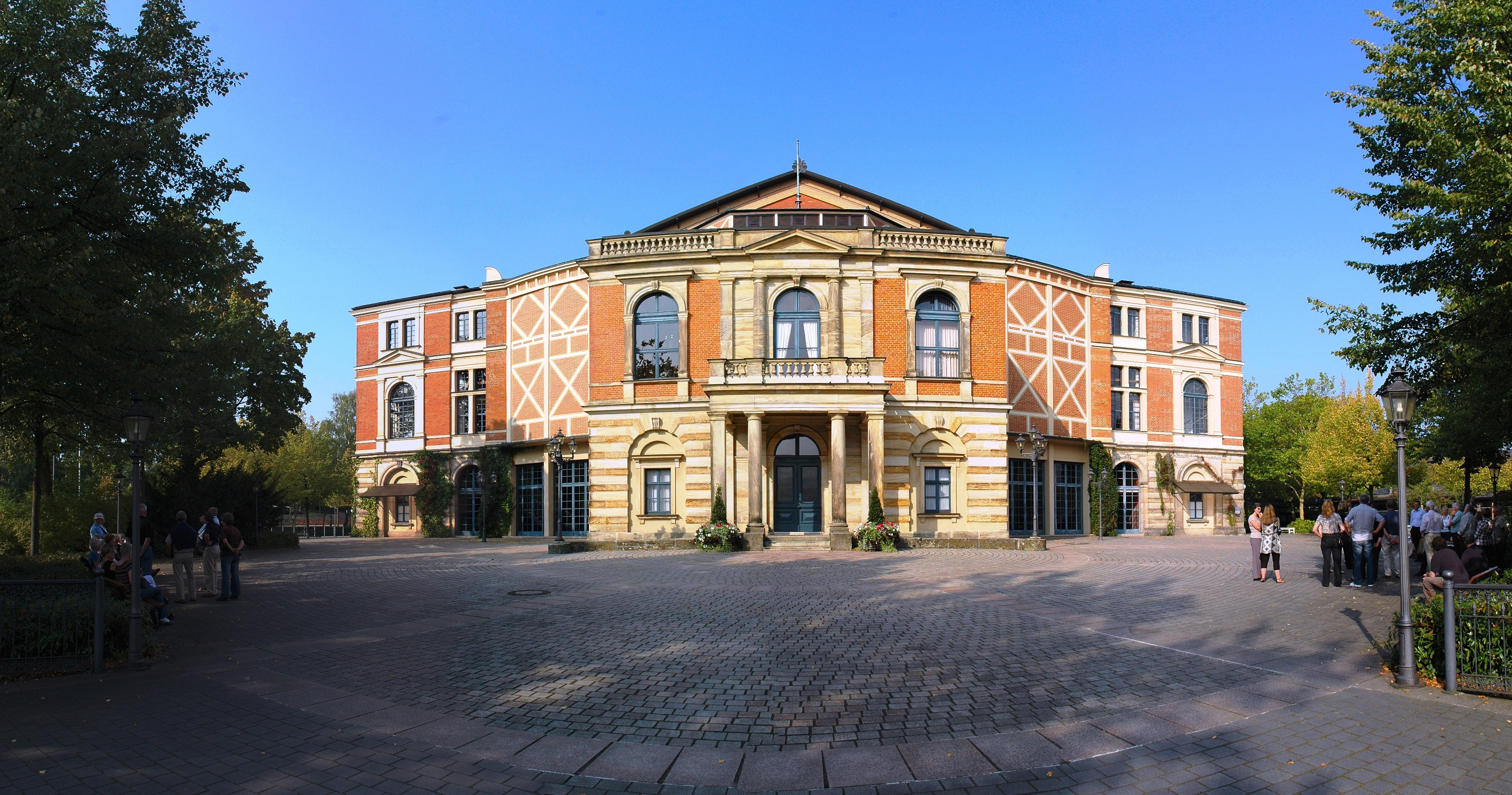
Palais des festivals de Bayreuth, vue de face, au milieu du Königsbau construit par la suite.

Il admire Richard Wagner et devient son mécène. Le journal du roi ainsi que des lettres montrent son homosexualité et son adoration passionnée de Wagner dont il est probablement amoureux, sans que l'on puisse conclure s'il existe une liaison entre les deux hommes. Profitant de l'amour du roi pour son œuvre, Wagner le conduira à dépenser à son profit des sommes considérables. Louis II a par exemple financé la construction du palais des festivals de Bayreuth (Festspielhaus) voulu et conçu par le musicien pour y présenter ses opéras. Comme son modèle Louis XIV en France, le roi a pour objectifs de développer la culture germanique et de promouvoir un idéal culturel. Le Conseil des ministres pousse le roi à arrêter son mécénat envers le compositeur.
Influencé par Wagner et inspiré par les travaux d'Eugène Viollet-le-Duc (il visite notamment le château de Pierrefonds le 24 juillet 1867), Louis II fait construire des châteaux de style gothico-romantique, dont le plus célèbre est le château de Neuschwanstein, qui ne fut jamais achevé.

### Théâtre
L'intérêt de Louis II pour le théâtre n'est pas limité à Wagner. En 1864, il pose la première pierre d'un nouveau théâtre de Cour. En 1867, il nomme Karl von Perfall directeur du nouveau théâtre. Le but de Louis est de faire venir à Munich le meilleur des drames européens. Perfall, sous la supervision de Louis, présente au public des œuvres de Shakespeare, Calderon, Mozart, Gluck, Ibsen, Weber et bien d'autres, comme Schiller, Molière et Corneille.
Entre 1872 et 1885, le roi commande 209 représentations privées (Separatvorstellungen) données pour lui seul ou avec un invité, dans les deux théâtres de cour, comprenant 44 opéras (28 de Wagner, dont 8 de Parsifal), 11 ballets et 154 pièces de théâtre dont le thème principal est la France des Bourbons). Il dépense 97 300 marks pour ces représentations. Cette attitude s'explique moins par la misanthropie que par une certaine vision esthétique. Louis écrit à Ernst von Possart, alors directeur principal au théâtre de cour à Munich :
« Je ne peux obtenir aucun sens de l'illusion dans le théâtre aussi longtemps que les gens continuent à me regarder, et suivre chacune de mes expressions à travers leurs lorgnettes. Je tiens à voir et ne pas être un spectacle pour les masses. »
Le roi aura l'occasion d'entendre le chanteur Franz Nachbaur dans tous les rôles de ténors wagnériens.
Mark Twain, dans son récit de voyage A tramp abroad, décrit avec humour une de ces représentations privées.

### Châteaux

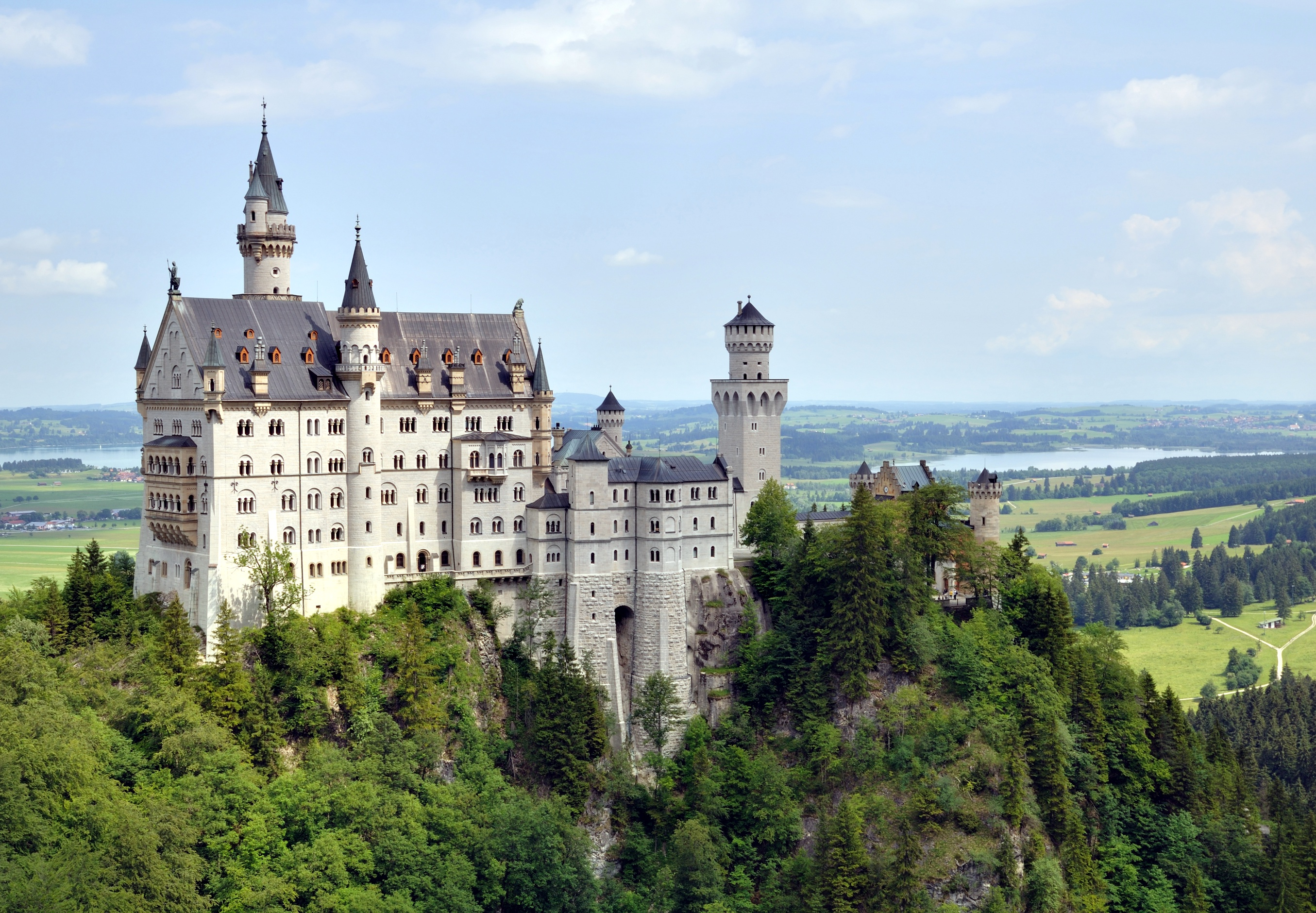
Le château de Neuschwanstein.

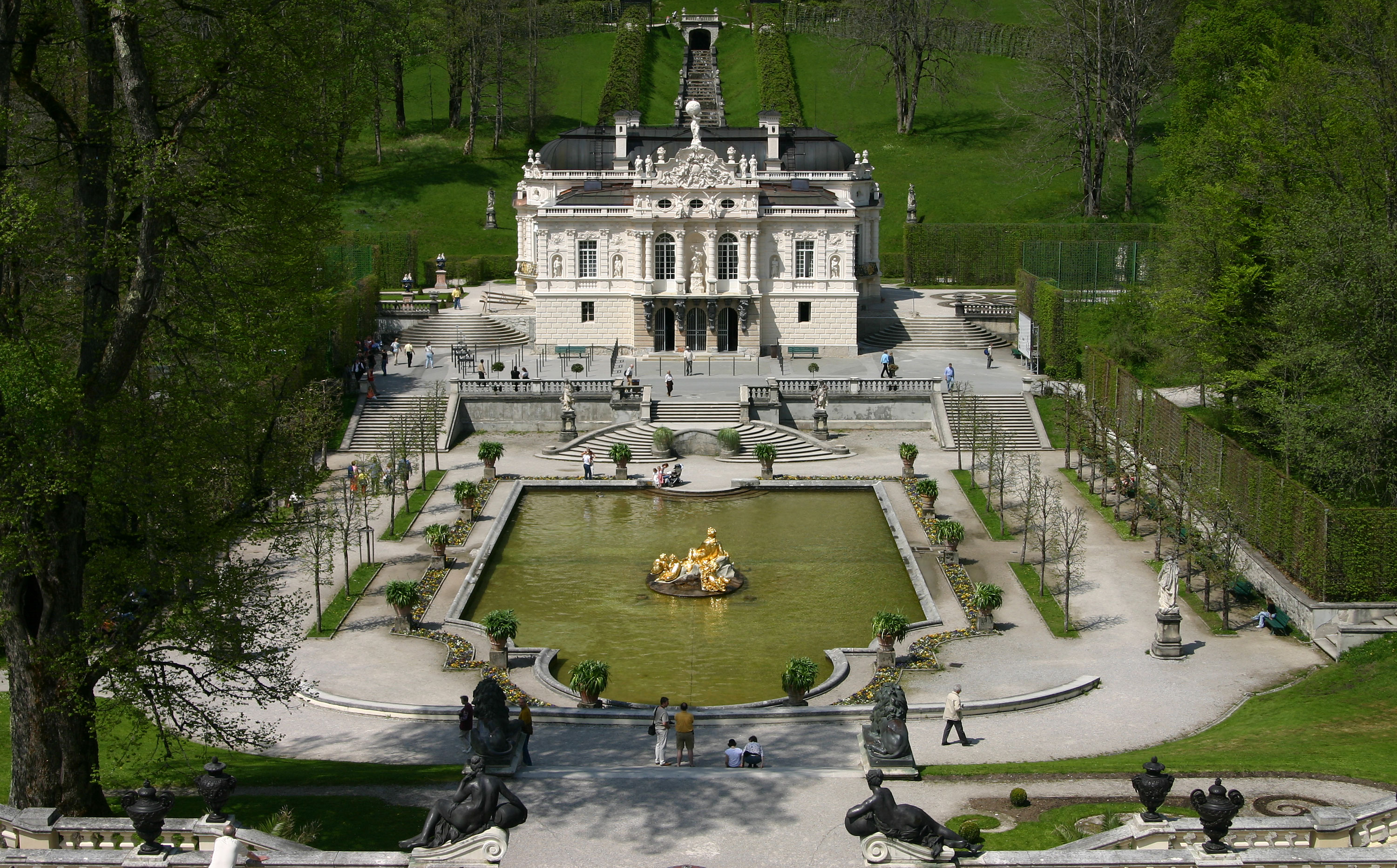
Le château de Linderhof.

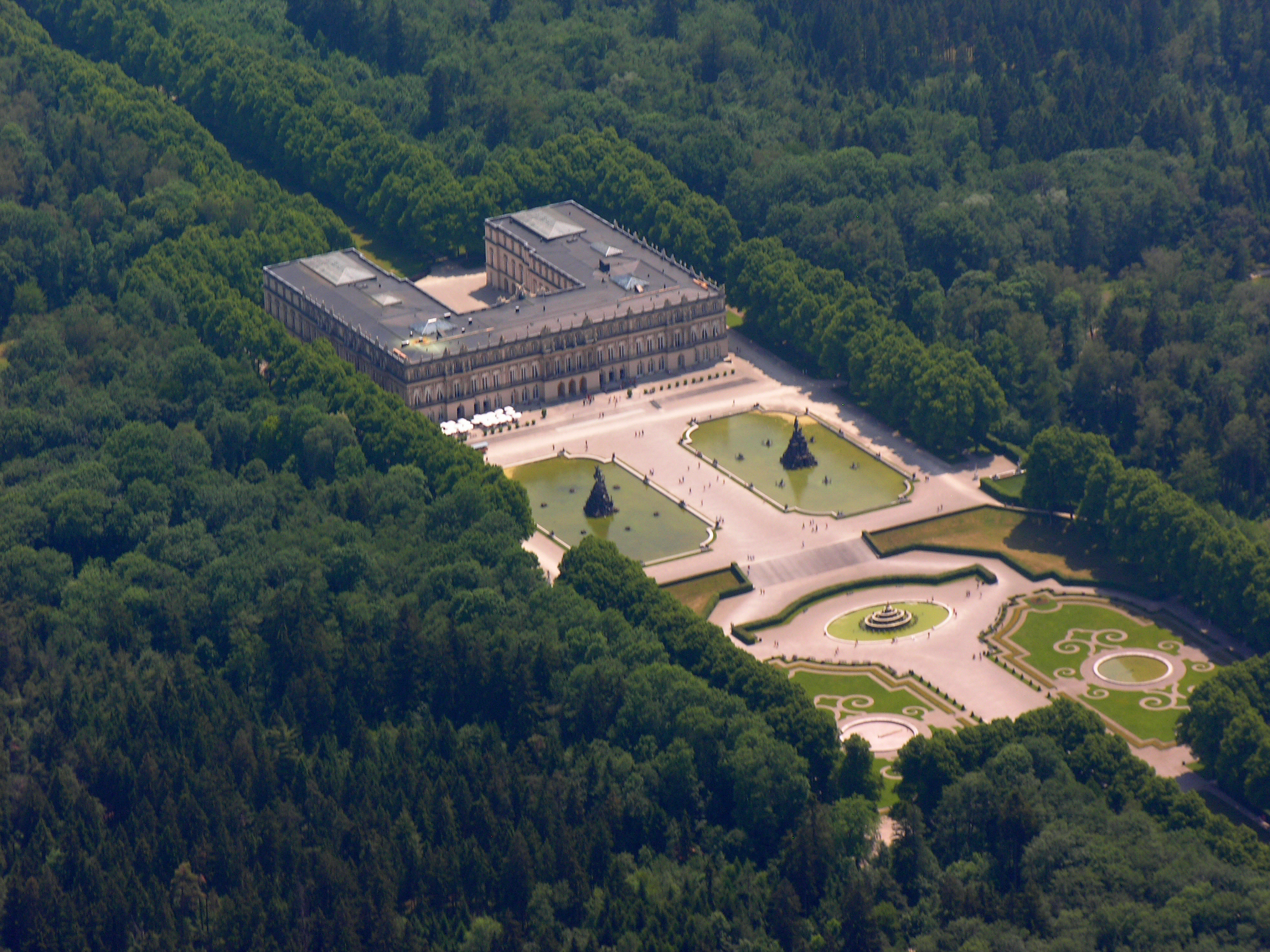
Le château de Herrenchiemsee.

L'ensemble des fameux châteaux du roi appartient pleinement au style et au courant romantique. Apparu en Allemagne dès le début du XIXe siècle, notamment en réaction à la suppression du Saint-Empire en 1806 et à l'écrasement de la Prusse par la France en 1807, le courant romantique se poursuit tardivement dans les dernières œuvres de Richard Wagner, par exemple. Le roi fait partie de ces romantiques tardifs. Il essayera toujours de rappeler et de mettre en valeur la mémoire du passé, notamment par ses châteaux.

#### Jardin d'hiver de la résidence de Munich
En 1867, Louis fait appel à l'architecte Georg von Dollmann pour construire un jardin d'hiver sur le toit de la résidence de Munich, sur le modèle de la « galerie des machines » de la première Exposition universelle de Paris en 1855 (sur l'emplacement actuel du Grand Palais). Il s'agit de réaliser un grand vaisseau de verre et d'acier qui ouvrirait la terrasse surmontant l'aile de la résidence qui s'étend entre le jardin de Cour (Hofgarten) et les cours de l'Empereur et de l'apothicairerie. Dollmann prend comme collaborateur Carl von Effner (futur paysagiste des parcs de Linderhof et de Herrenchiemsee). En 1867, le projet du Wintergarten était encore relativement modeste. En 1869, le roi décide de l'agrandir pour en faire une sorte de jungle sauvage avec des pavillons de fantaisie cachés entre les palmiers et les fleurs exotiques. Il y ajoute une « tente royale », une « hutte indienne », un « kiosque mauresque », et une grotte artificielle avec de faux stalactites et une petite cascade. Le kiosque mauresque sera remplacé par un pavillon oriental plus vaste.

#### Neuschwanstein
Le château de Neuschwanstein (inachevé), fut construit près de celui de son père, le château de Hohenschwangau, à partir de 1869 et terminé après la mort du roi en 1891.

#### Linderhof
Le château de Linderhof fut construit de 1869 à 1879. Dans les jardins, on éleva le pavillon mauresque acquis par le roi après l’Exposition universelle de Paris de 1867 et une grotte de Vénus qui évoque Tannhäuser, l'opéra de Richard Wagner ; on peut également y voir la hutte de Hunding, avec l'épée Notung dans le tronc de l'arbre situé dans le centre de la cabane, inspirée de l'opéra La Walkyrie. Les troncs d'arbre utilisés pour construire cette cabane ne sont pas en bois mais en béton, Louis II n'ayant jamais été opposé aux progrès techniques.

#### Herrenchiemsee
Le château de Herrenchiemsee fut commencé en 1878. Inachevé, il s'agit d'une copie plus ou moins conforme du château de Versailles, érigé sur une île au milieu du lac de Chiem (Chiemsee) entre Munich et Salzbourg, à côté d'un ancien monastère. Louis II le fit ériger comme un monument à la gloire de Louis XIV, qu'il admirait, et à l'absolutisme royal. Ce château fut inauguré en 1886, et le roi n'y séjourna pas plus de deux semaines.

#### Schachen
Il fit construire un pavillon de chasse à Schachen (1871), au-dessus de Garmisch-Partenkirchen.

#### Projets
Louis laissa de nombreux plans et de dessins pour d'autres châteaux dont la construction était envisagée. Il projetait notamment l'édification d'un palais byzantin dans le Graswangtal (de) (près de Linderhof), d'un palais chinois dans le Tyrol, ainsi que la reconstruction du château de Falkenstein, près de Pfronten dans l'Allgäu. En 1885, on entama la démolition de l'ancien château de Falkenstein et aménagea la route qui y menait, puis les travaux furent abandonnés.

#### Postérité
Louis II avait demandé qu'à sa mort, ses châteaux soient fermés. Cependant, six semaines après son décès, le gouvernement bavarois décidait de les ouvrir au public afin de démontrer que le roi était fou et de permettre de payer les dettes royales en demandant un droit d'entrée.
Les dettes sont payées en 1920.
L'ouverture des châteaux a eu pour effet, au contraire, d'entretenir la popularité du roi, qui est devenu un personnage de légende, véritable mythe dans les Alpes bavaroises, d'autant plus que les paysans employés sur les chantiers royaux étaient bien payés et que le roi, généreux et poli malgré ses lubies, avait toujours un mot pour chacun de ses sujets.
Tous les ans, au pavillon de chasse du Schachen, les gens de la région fêtent l'anniversaire du roi et la Saint-Louis, célébrée le même jour, par un feu illuminant la nuit, le König-Ludwig-Feuer (de).

## Généalogie
| Généalogie du roi Louis II de Bavière. | Généalogie du roi Louis II de Bavière.                                                            | Généalogie du roi Louis II de Bavière.                                                                              | Généalogie du roi Louis II de Bavière.                                                                          | Généalogie du roi Louis II de Bavière.                                                                | Généalogie du roi Louis II de Bavière.                                                                                  | Généalogie du roi Louis II de Bavière.                                                                 | Généalogie du roi Louis II de Bavière.                                                       | Généalogie du roi Louis II de Bavière.                                                                 |
| -------------------------------------- | ------------------------------------------------------------------------------------------------- | --- | --- | --- | --- | --- | -------------------------------------------------------------------------------------------- | --- |
| Arrière-arrière-grands-parents         | Frédéric de Deux-Ponts-Birkenfeld (1724-1767) ∞ 1746 Françoise de Palatinat-Soulzbach (1724-1794) | Georges-Guillaume de Hesse-Darmstadt (1722-1782) ∞ 1748 Maria Louise de Leiningen-Dagsbourg-Falkenbourg (1729-1818) | Ernest-Frédéric III de Saxe-Hildburghausen (1727-1780) ∞ 1758 Ernestine von Sachsen-Weimar Eisenach (1740-1786) | Charles II de Mecklembourg-Strelitz (1741-1816) ∞ 1768 Frédérique de Hesse-Darmstadt (1752-1782)      | Auguste-Guillaume de Prusse, prince de Prusse (1722-1758) ∞ 1742 Luise Amalie von Braunschweig-Wolfenbüttel (1722-1780) | Louis IX de Hesse-Darmstadt (1719-1790) ∞ 1741 Caroline de Palatinat-Deux-Ponts-Birkenfeld (1721-1774) | Frédéric IV de Hesse-Hombourg (1724-1751) ∞ 1746 Ulrike Luise zu Solms-Braunfels (1731-1792) | Louis IX de Hesse-Darmstadt (1719-1790) ∞ 1741 Caroline de Palatinat-Deux-Ponts-Birkenfeld (1721-1774) |
| Arrière-grands-parents                 | Maximilien Ier de Bavière (1756-1825) ∞ 1785 Wilhelmine de Hesse-Darmstadt (1765-1796)            | Maximilien Ier de Bavière (1756-1825) ∞ 1785 Wilhelmine de Hesse-Darmstadt (1765-1796)                              | Frédéric Ier de Saxe-Hildburghausen (1763-1834) ∞ 1785 Charlotte de Mecklembourg-Strelitz (1769-1818)           | Frédéric Ier de Saxe-Hildburghausen (1763-1834) ∞ 1785 Charlotte de Mecklembourg-Strelitz (1769-1818) | Frédéric-Guillaume II de Prusse (1744-1797) ∞ 1769 Frédérique-Louise de Hesse-Darmstadt (1751-1805)                     | Frédéric-Guillaume II de Prusse (1744-1797) ∞ 1769 Frédérique-Louise de Hesse-Darmstadt (1751-1805)    | Frédéric V de Hesse-Hombourg (1748-1820) ∞ 1768 Karoline von Hessen-Darmstadt (1746-1821)    | Frédéric V de Hesse-Hombourg (1748-1820) ∞ 1768 Karoline von Hessen-Darmstadt (1746-1821)              |
| Grands-parents                         | Louis Ier de Bavière (1786-1868) ∞ 1810 Thérèse de Saxe-Hildburghausen (1792-1854)                | Louis Ier de Bavière (1786-1868) ∞ 1810 Thérèse de Saxe-Hildburghausen (1792-1854)                                  | Louis Ier de Bavière (1786-1868) ∞ 1810 Thérèse de Saxe-Hildburghausen (1792-1854)                              | Louis Ier de Bavière (1786-1868) ∞ 1810 Thérèse de Saxe-Hildburghausen (1792-1854)                    | Guillaume de Prusse (1783-1851) ∞ 1804 Marie-Anne-Amélie de Hesse-Hombourg (1785-1846)                                  | Guillaume de Prusse (1783-1851) ∞ 1804 Marie-Anne-Amélie de Hesse-Hombourg (1785-1846)                 | Guillaume de Prusse (1783-1851) ∞ 1804 Marie-Anne-Amélie de Hesse-Hombourg (1785-1846)       | Guillaume de Prusse (1783-1851) ∞ 1804 Marie-Anne-Amélie de Hesse-Hombourg (1785-1846)                 |
| Parents                                | Maximilien II de Bavière (1811-1864) ∞ 1842 Marie de Prusse (1825-1889)                           | Maximilien II de Bavière (1811-1864) ∞ 1842 Marie de Prusse (1825-1889)                                             | Maximilien II de Bavière (1811-1864) ∞ 1842 Marie de Prusse (1825-1889)                                         | Maximilien II de Bavière (1811-1864) ∞ 1842 Marie de Prusse (1825-1889)                               | Maximilien II de Bavière (1811-1864) ∞ 1842 Marie de Prusse (1825-1889)                                                 | Maximilien II de Bavière (1811-1864) ∞ 1842 Marie de Prusse (1825-1889)                                | Maximilien II de Bavière (1811-1864) ∞ 1842 Marie de Prusse (1825-1889)                      | Maximilien II de Bavière (1811-1864) ∞ 1842 Marie de Prusse (1825-1889)                                |
| Roi Louis II de Bavière (1845-1886)    |                                                                                                   | | | | | |                                                                                              | |

## Surnoms
Louis II a été affublé, post mortem, d’une série de surnoms attribués par divers auteurs se référant à des aspects de sa personnalité ou de sa vie :
- Le roi de contes de fées (Der Märchenkönig, the Fairy Tale King) est le surnom le plus utilisé. Il provient sans doute de l’image du château de Neuschwanstein, au milieu des Alpes bavaroises, rappelant les légendes médiévales, qui a inspiré Walt Disney pour son film La Belle au bois dormant ;
- Le roi fou (El rey loco) est aussi couramment employé du fait qu’il voulait vivre dans un monde imaginaire et chercher refuge dans ses châteaux exubérants ;
- Le Roi cygne (the Swan King) rappelle la passion de Louis II pour la légende de Lohengrin, le Chevalier au cygne, immortalisée par l’opéra de Richard Wagner ;
- Le roi-lune, le roi des lunes sont les titres d’œuvres littéraires de Guillaume Apollinaire, Thierry Debroux ou Christine Mondon ;
- Hamlet-Roi est le sous-titre d’une biographie de Louis II par Guy de Pourtalès.

## Popularité
Chaque année, le 13 juin (date anniversaire de la mort du roi), une commémoration en son honneur d'une durée d'approximativement 15 minutes a lieu à la Votivkapelle.
L'oeuvre de Louis II contribue aujourd'hui grandement à l'image touristique de la Bavière et de l'Allemagne. En particulier le Château de Neuschwanstein qui attire plus d'un million de visiteurs par an.

## Dans les arts et la culture populaire

### Filmographie

#### Cinéma
- 1913 : Richard Wagner de Carl Froelich et William Wauer avec Ernst Reicher ;
- 1920 : Das Schweigen am Starnbergersee de Rolf Raffé avec Ferdinand Bonn ;
- 1922 : Ludwig II d'Otto Kreisler (de) avec Olaf Fjord ;
- 1930 : Ludwig der Zweite, König von Bayern de Wilhelm Dieterle, qui interprète Louis II ;
- 1955 :
  - Feu magique de William Dieterle avec Gerhard Riedmann (de) ;
  - Louis II de Bavière de Helmut Käutner avec O.W. Fischer ;
- 1972 :
  - Ludwig, requiem pour un roi vierge d'Hans-Jürgen Syberberg avec Harry Baer ;
- 1973 :
  - Ludwig ou le Crépuscule des dieux de Luchino Visconti avec Helmut Berger ;
  - Le cuisinier de Ludwig de Hans Jürgen Syberberg ;
- 1983 : Wagner de Tony Palmer avec László Gálffi ;
- 1986 : Im Ozean der Sehnsucht de Christian Rischert ;
- 1993 : Ludwig 1881 de Fosco Dubini et Donatello Dubini, avec Helmut Berger ;
- 2012 : Ludwig II. de Peter Sehr et Marie Noelle avec Sabin T ;
- 2022 : Corsage de Marie Kreutzer avec Manuel Rubey.

#### Télévision
- 1983 :  Wagner de Tony Palmer, joué par László Gálffi.
- 2007 : Les Plus Grands Palais d'Europe, épisode Bavière, Les Châteaux fous de Louis II de Bavière.
- 2012 : Palais d'Europe, épisode Les châteaux de Louis II de Bavière réaliser par Laurence Thiriat.
- 2016 : Secret d'histoire, épisode Louis II de Bavière, le roi perché, du 29 mars 2016[37].
- 2017 :
  - Enquête royales, épisode Louis II de Bavière réalisé par Daniel Obrien.
  - À l'ombre des grands châteaux, épisode Neuschwanstein réalisé par Barbara Puskas.
- 2018 : Des racines et des ailes, épisode Louis II de Bavière, la démesure du roi fou.
- 2021 : 1871 : Grand Jeu impérial à Versailles de Christian Twente avec Matthias Eberle.

### Théâtre
- Ludwig ou Le Roi perché, drame historique en 3 actes, écrit et mis en scène par Olivier Schmidt en 2017 à Paris.
- Le Roi Lune, pièce du dramaturge belge Thierry Debroux, éditée et créée en 2005 au Théâtre du Méridien.
- Le Roi Louis est une pièce de théâtre (1964, 1971) de Marian Pankowski.
- Ludwig, un roi sur la lune, pièce du dramaturge français Frédéric Vossier, éditée et créée en juillet 2016 au Festival d'Avignon.

### Littérature

#### Romans
- La Pupille du roi Louis II de Bavière, de Hedwig Courths-Mahler, traduit en français de l'original allemand de 1911 par Luc-Henri Roger, BoD, 2020  (ISBN 9782322230464).
- Le Roman d'un roi, roman à clé anonyme, Calmann-Lévy, 1887, récemment réédité sous le titre Le roman d'un roi. Les troublantes amours de Louis II de Bavière, BoD, 2020.  (ISBN 9782322255139).
- Le Livre de raison d'un roi fou, d'André Fraigneau.
- Ludwig : nouvelle sur la mort du roi Louis II de Bavière, de Klaus Mann, 1937.
- Requiem pour le roi : mémoires de Louis II de Bavière, roman de Véronique Bergen, Le Bord de l'eau/La Muette, 2011.

#### Poèmes et contes
- Hombres, de Paul Verlaine, chapitre Ô ne blasphème pas, 1904[38].
- La Chanson du mal-aimé, 1913, et Le Roi Lune, 1916, de Guillaume Apollinaire, contiennent de nombreuses allusions à Louis II.

#### Manga
- Ludwig II (Ludwig II de Bavière, le roi fou à l'ombre de la lune blême), manga yaoi en 3 volumes, scénarisé et dessiné par You Higuri, datant de 1996. Il est publié au Japon par Kadokawa Shoten Publishing, et en France par Génération Comics.

#### Bandes dessinées
- Le Château des étoiles, série de bande dessinée française créée en 2014 par Alex Alice, dans laquelle le roi Louis II (Ludwig) fait partie intégrante de l'histoire.

### Jeu

#### Jeux vidéo
Une grande partie de l'intrigue de Gabriel Knight 2: The Beast Within, publié en 1995, repose sur l'histoire du roi. Le jeu permet entre autres les visites du château de Neuschwanstein, du lac de Starnberg et du musée du château de Herrenchiemsee.
Le château de Neuschwanstein est une merveille pouvant être construite dans Sid Meier's Civilization V. Louis II de Bavière peut être choisi pour diriger l'Allemagne dans Civilization VI.

#### Jeux de plateau
Le jeu de plateau Between Two Castles of Mad King Ludwig distribué en France par Matagot conduit les joueurs à construire un château pour le Roi Louis II.

### Musique
Le ballet Illusions sur Le Lac des cygnes, chorégraphié par John Neumeier, est créé en 1976. Le ballet mélange la trame narrative du ballet Le Lac des cygnes de Tchaïkovski avec la vie de Louis II. Il utilise la partition du ballet et fait un parallèle entre la vie du compositeur et du roi. Des éléments de la vie du roi apparaissent, comme une maquette du château de Neuschwanstein et le cygne, symbole du roi qui apparaît de nombreuses fois dans ses châteaux.
Un certain nombre de comédies musicales basées sur la vie de Ludwig II ont été mises en scène. « Ludwig II. – Sehnsucht nach dem Paradies », musique de Franz Hummel et paroles de Stephen Barbarino, a été vue par plus d'un million de spectateurs dans un théâtre construit expressément sur les rives du lac, à Füssen, non loin des châteaux de Neuschwanstein et Hohenschwangau.
Le duo électronique Matmos a enregistré une chanson intitulée « Banquet for King Ludwig II of Bavaria » sur leur album de 2006 The Rose Has Teeth in the Mouth of a Beast.
Le compositeur de musique électronique Klaus Schulze a publié le morceau Ludwig II von Bayern sur son album « X. » (1978).
Le groupe de rock progressif Wapassou a enregistré un album 33 tours en 1979 : Ludwig (Un Roi Pour L'Éternité).
L'avant-dernier titre de l'album Tanknology (2009) du groupe de heavy metal That Fucking Tank (en) s'intitule Ludwig II of Bavaria.
En 2010, un groupe de metal allemand, Freedom Call, produit un album-concept basé sur la vie de Louis II : Legend of the Shadowking.

## Bibliographie

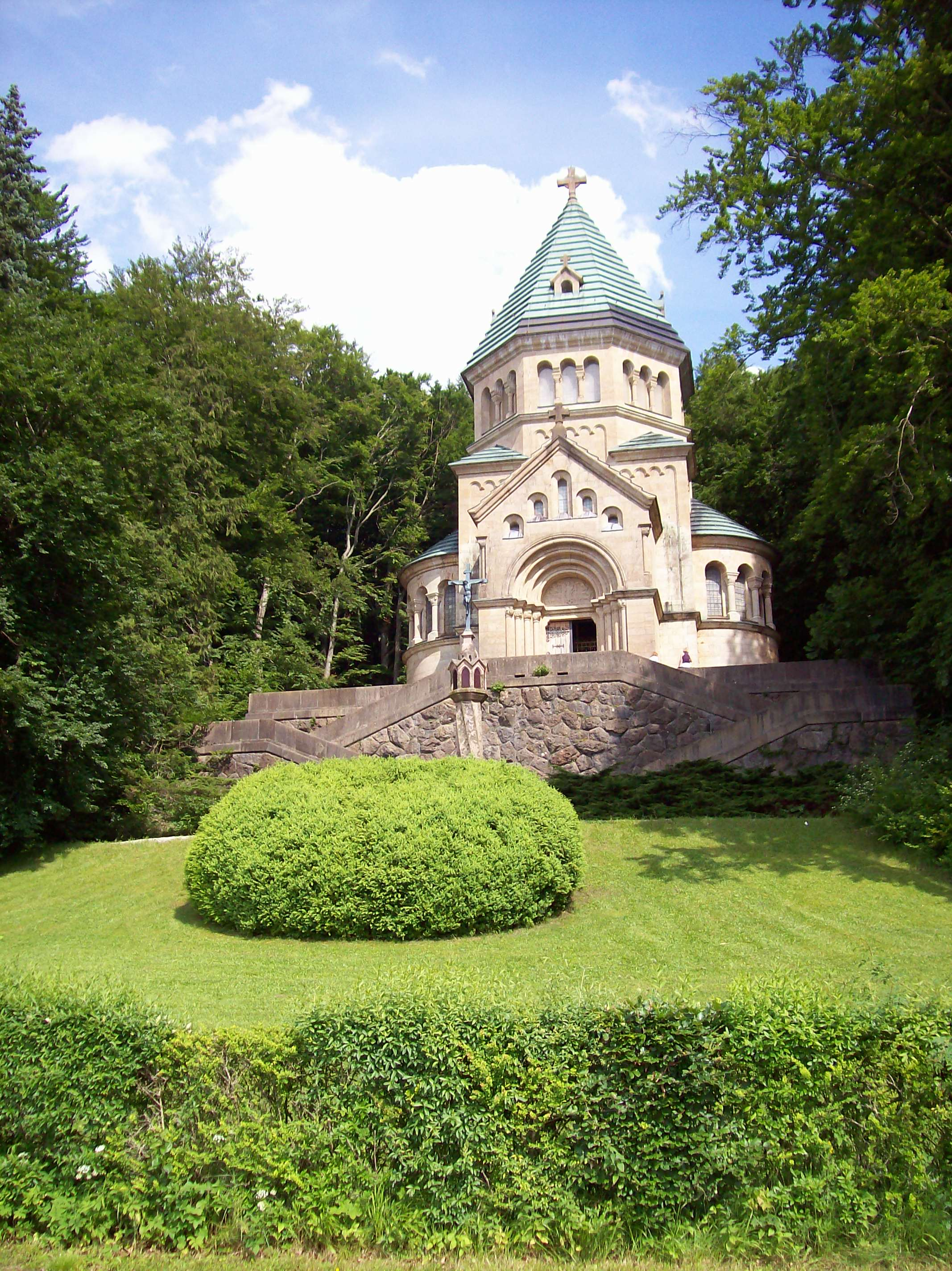
Chapelle votive construite au bord du lac de Starnberg en mémoire de la mort de, près du lieu où son corps fut retrouvé

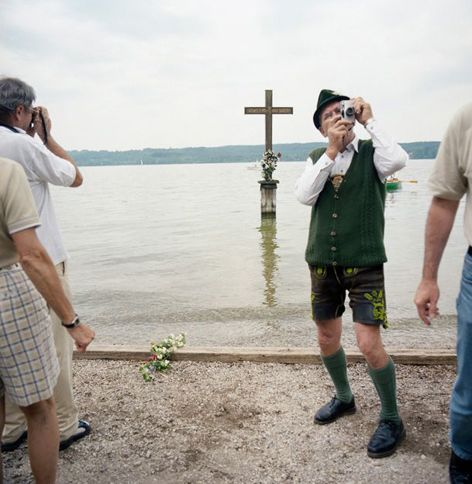
Les participants à la commémoration annuelle à la croix du Souvenir, à l'endroit où le corps de a été trouvé dans le lac de Starnberg, en Allemagne.